# هربرت آر. اوکانر
هربرت آر. اوکانر (به انگلیسی: Herbert R. O'Conor) سناتور سابق عضو حزب دموکرات ایالات متحده آمریکا بود. وی در سال ۱۹۴۷ تا ۱۹۵۳ میلادی سناتور ایالت مریلند در سنای ایالات متحده آمریکا بود.